# Доротея Саксен-Лауэнбургская
Доротея Саксен-Лауэнбургская (нем. Dorothea von Sachsen-Lauenburg, дат. Dorothea af Sachsen-Lauenburg; 9 июля 1511, Лауэнбург, Саксен-Лауэнбург, Священная Римская империя — 7 октября 1571, Сённерборг, Южная Дания) — супруга короля Дании и Норвегии Кристиана III.

## Биография
Доротея была старшей из дочерей Магнуса I, герцога Саксен-Лауэнбургского и Екатерины Брауншвейг-Вольфенбюттельской. Её сестра Екатерина была первой женой шведского короля Густава I.
Доротея и Кристиан обвенчались 29 октября 1525 года. Этот брак состоялся против её воли. Из-за религиозных воззрений Кристиана, склонявшегося к лютеранству, у супругов были натянутые отношения с его отцом, королём Фредериком I. После смерти Фредерика в 1533 году в королевстве разразилась гражданская война, известная как Графская распря. Она окончилась победой Кристиана, и в 1537 году состоялась торжественная коронация короля и королевы.
Доротея интересовалась политикой, и хотя остаётся неизвестным, насколько сильным было её влияние, предположительно, назначения на государственные должности, а также отставки, проходили при её участии. Тем не менее, место в королевском совете ей предоставлено не было. Овдовев в 1559 году, она перебралась в Кольдинг.
Стабильно, раз в год, она навещала своих детей. Несмотря на то, что они уже были взрослыми и обзавелись своими семьями, Доротея уделяла им повышенное внимание и чрезмерно опекала.
Она часто вставала на защиту своих младших детей от их старшего брата-короля Фредерика II. Вероятно, она была причастна к тому, что король поздно вступил в брак. Вдовствующая королева выступала против женитьбы Фредерика на его давней любовнице, фрейлине Анне Харденберг.
Ещё будучи замужем за королём Кристианом, Доротея увлеклась его сводным братом, Гансом, герцогом Шлезвиг-Гольштейн-Хадерслевским, и после смерти супруга в 1559 году хотела выйти за него замуж. Фредерик II выразил протест, и его поддержало духовенство, однако, королева не оставляла попыток добиться своего. Это стало причиной её разлада с сыном, хотя они и ранее не были особенно близки. Отношения ещё больше ухудшились во время войны с Швецией в 1563-70 годах, вступление в которую королева не одобряла. Когда в 1567 году Фредерик обнаружил, что она вела переговоры с целью устроить брак младшего сына Магнуса с шведской принцессой Софией, он счёл её действия равносильными государственной измене. Доротея была сослана в замок Сённерборг, где оставалась до конца своих дней.
Королева Доротея похоронена рядом со своим супругом Кристианом III в соборе Роскилле.

## Дети
- Анна (1532—1585) — супруга Августа, курфюрста Саксонского;
- Фредерик II (1534—1588) — король Дании и Норвегии, был женат на Софии Мекленбург-Гюстровской;
- Магнус (1540—1583) — король Ливонии, был женат на Марии Старицкой;
- Ганс II (1545—1622) — герцог Шлезвиг-Гольштейн-Зондербург-Плён, в первом браке был женат на Елизавете Брауншвейг-Грубенгагенской, во втором — на Агнессе Гедвиге Ангальтской;
- Доротея (1546—1617) — супруга князя Вильгельма Брауншвейг-Люнебургского.